# سولا آئویی
سولا آئویی (ژاپنی: 蒼井 そら هپبورن: Aoi Sora, به معنی آسمان آبی) بازیگر سابق پورنوگرافی، مدل برهنه، هنرپیشه فیلم و تلویزیون اهل ژاپن است. با بازی در بیش از ۶۰۰ فیلم بزرگسال‌ها میان سال‌های ۲۰۰۲ و ۲۰۱۱، آئویی به شکل بزرگی جزوی از مشهورترین بت‌های ای وی در دهه ۲۰۰۰ در نظر گرفته می‌شود، با حسن شهرت او به نام یک بازیگر ویدئویی بزرگسال‌ها که منجر به کسب جایگاه معروف به عنوان یک شخصیت رسانه‌ای در ژاپن و خارج از کشور شد.

## زندگی و شغل

### اوایل زندگی و شروع فیلم بزرگسال‌ها
سورا آئویی در روز ۲۶ آوریل ۱۹۸۱ در کاناگاوا به دنیا آمد. آئویی در دوره‌های دانشجویی در شغل‌های پاره وقت گوناگون در صنعت خدمات غذایی همانند پیتزافروشی‌ها، میخانه‌ها و سوشی بارها با اهداف تبدیل شدن به یک معلم پیش دبستانی کار نمود. در حالی که در سال سوم دبیرستان، آئویی در شیبویا توکیو توسط یک آژانس استعدادیابی برای مدلینگ گراور مورد رصد واقع گردید. او این تصمیم گرفت که وارد صنعت سرگرمی بزرگسالان شود تا در پایان در تلویزیون و نظایر قسمت‌های صنعت سرگرمی کار نماید و این نظر را داشت: «اگر فقط صنعت ای وی موجود است، نمی‌توانستم این کار را انجام دهم».
وقتی از او سؤال کردند که اسم هنری او چگونه انتخاب شده، او در جواب این پاسخ را داد: «آژانس من پرسید چه رنگی را دوست دارم. به او در جواب گفتم آبی به زبان ژاپنی یعنی ((آئویی)). او همچنین سؤال کرد که به شکل کلی چه چیزی را دوست دارم. به او در جواب گفتم آسمان به زبان ژاپنی یعنی((سورا)). پس آئویی سورا را انتخاب کردم.»
آئویی در شماره ماه ژوئن ۲۰۰۲ بژان به نام یک بت گراور دیده شد و بعدها در سن ۱۸ سالگی درماه ژوئیه ۲۰۰۲ با مبارک باشه برو خوش شانس نخستین نقش‌آفرینی خود را در ویدیوهای بزرگسالان (ای وی) انجام داد! برای استودیوی آلیس ژاپن، بخشی از گروه شرکت کوکی. که یکی از گسترده‌ترین تولیدکنندگان پورنوگرافی ژاپن در آن هنگام بود. ماه بعد، آئویی در ای وی آسمان آبی در برچسب سمانسا برای استودیوی مکس-ای که همچنین قسمتی از گروه کوکی بود دیده شد. آئویی برای نقش‌آفرینی در ویدیوی خود در سال ۲۰۰۲ جایزه مقام دوم را به نام خوب‌ترین بازیگر زن نوین در جوایز جایزه بزرگ شهر ایکس در سال ۲۰۰۲ کسب کرد. آئویی حدود ۲ سال و نیم تا روزهای پایانی سال ۲۰۰۴ به ساختن ویدیو برای آلیس زاپن و مکس-ای ادامه داد
در حالی که آئویی به اجرا در ای وی هاردکور ادامه می‌داد، در نخستنی انتشار ویدیویی برچسب نوین شرکت بلیو شفوفه، نیز دیده شد. با عنوان بدن برهنه، این انتشار در ماه ژوئن ۲۰۰۳ یک «ویدیو تصویری» بود که مدل‌سازی برهنه داشت اما جنسیت نداشت.